# Věra Čáslavská
Věra Čáslavská-Odložilová (ur. 3 maja 1942 w Pradze, zm. 30 sierpnia 2016 tamże) – czechosłowacka gimnastyczka (Czeszka). 11-krotna medalistka olimpijska (7 złotych, 4 srebrne).
Čáslavská uchodzi za jedną z najwybitniejszych gimnastyczek nie tylko swoich czasów. Jako jedyna zawodniczka w historii zwyciężała na igrzyskach w każdej indywidualnej konkurencji. Debiutowała w Rzymie w 1960, ostatni raz wystąpiła w Meksyku 8 lat później. Za każdym razem, podczas trzech startów, zdobywała medale (łącznie jedenaście). W Rzymie wywalczyła srebro w drużynie. Cztery lata później zwyciężyła w wieloboju, wyprzedzając m.in. Łarysę Łatyninę. W 1968 obroniła tytuł. 8-krotnie była medalistką mistrzostw świata (4 złote, w tym w wieloboju w 1966), a 13-krotnie mistrzostw Europy (11 złotych, w tym w wieloboju w 1965 i 1967).
Stała się jednym z symboli Praskiej Wiosny. Podczas igrzysk w Meksyku protestowała przeciw wkroczeniu wojsk Układu Warszawskiego do Czechosłowacji, za co później spotkały ją w ojczyźnie szykany. W latach 1968–1987 była żoną lekkoatlety Josefa Odložila, z którym miała syna Martina i córkę Radkę. W latach 1993–1996 stała na czele czeskiego komitetu olimpijskiego, była członkiem MKOl.
W 1995 została odznaczona Medalem Za Zasługi II stopnia.
W czerwcu 2016 poinformowała, że choruje na raka trzustki. W związku ze złym stanem zdrowia, nie pojechała na Igrzyska do Rio de Janeiro. Zmarła w wyniku choroby 30 sierpnia 2016 roku w Pradze.

## Starty olimpijskie
Rzym 1960
- drużyna – srebro

Tokio 1964
- wielobój, skok, równoważnia – złoto
- drużyna – srebro

Meksyk 1968
- wielobój, skok, ćwiczenia wolne, poręcze – złoto
- równoważnia, drużyna – srebro